# ناحیه آیزنشتات-اومگه‌بونگ
ناحیه آیزنشتات-اومگه‌بونگ (به آلمانی: Eisenstadt-Umgebung District) یک ناحیه در اتریش است که در بورگن‌لاند واقع شده‌است. ناحیه آیزنشتات-اومگه‌بونگ ۴۰٬۹۹۶ نفر جمعیت دارد.